# Esquerchin
Esquerchin är en kommun i departementet Nord i regionen Hauts-de-France i norra Frankrike. Kommunen ligger i kantonen Douai-Sud-Ouest som tillhör arrondissementet Douai. År 2022 hade Esquerchin 902 invånare.

## Befolkningsutveckling
Antalet invånare i kommunen Esquerchin
| Referens: INSEE |